# ألان إمبري
ألان إمبري (بالإنجليزية: Alan Embree) هو لاعب كرة قاعدة أمريكي، ولد في 23 يناير 1970 في ذا داليس في الولايات المتحدة.

## وصلات خارجية
- ألان إمبري على موقع دوري كرة القاعدة الرئيسي (الإنجليزية)
- ألان إمبري على موقعبيزبول رفرنس.كوم (الدوري الرئيسي) (الإنجليزية)
- ألان إمبري على موقعبيزبول رفرنس.كوم (الدوري الثانوي) (الإنجليزية)
- ألان إمبري على موقع إي إس بي إن.كوم (أم.أل.بي) (الإنجليزية)
- ألان إمبري على موقع مشجعي الرسوم البيانية (الإنجليزية)